# 佩塔雷
10°29′N 66°49′W / 10.483°N 66.817°W

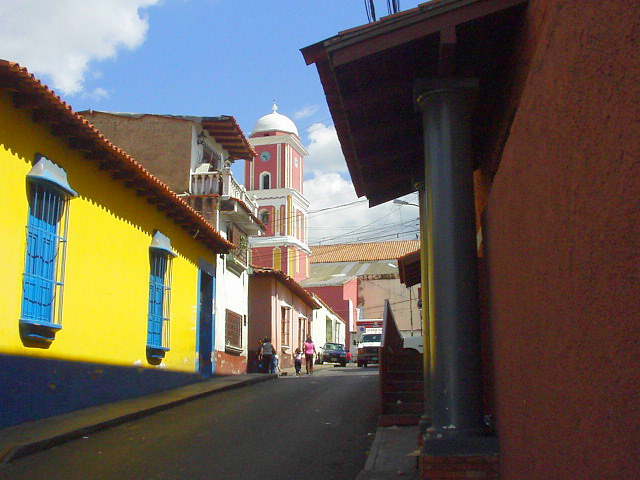

佩塔雷（西班牙語：Petare），是委內瑞拉的城市，位於該國北部米蘭達州，是蘇克雷市的首府，始建於1621年2月17日，海拔高度900米，面積40平方公里，人口425,355，人口密度每平方公里10,634人。